# Alfredo Pelliccioni
Alfredo G. Pelliccioni (ur. 21 czerwca 1953) – sanmaryński strzelec, olimpijczyk. Syn Salvatore (strzelca) i brat Flavio (żeglarza).
Trzykrotny uczestnik igrzysk olimpijskich (IO 1976, IO 1980, IO 1984). Najwyższą pozycję zajął podczas igrzysk w Los Angeles – został sklasyfikowany na 51. miejscu w karabinie małokalibrowym w trzech postawach z 50 m (był to jednak najsłabszy wynik zawodów).

## Wyniki

### Igrzyska olimpijskie
| Igrzyska         | Konkurencja                               | Wynik                        | Miejsce | Źródło |
| ---------------- | ----------------------------------------- | ---------------------------- | ------- | ------ |
| Montreal 1976    | Karabin małokalibrowy leżąc, 50 m         | 565 pkt. (95–94–95–93–96–92) | 76      | [ 2 ]  |
| Moskwa 1980      | Karabin małokalibrowy leżąc, 50 m         | 577 pkt. (97–94–97–96–94–99) | 52      | [ 3 ]  |
| Los Angeles 1984 | Karabin małokalibrowy, trzy postawy, 50 m | 1041 pkt. (386–360–295)      | 51      | [ 1 ]  |